# Meininger Straßen und Plätze
Der Artikel Meininger Straßen und Plätze enthält eine Auswahl bedeutsamer Straßen und Plätze in der südthüringischen Kreisstadt Meiningen. Insgesamt gibt es in Meiningen rund 300 Straßen und Plätze (2011). Hier werden die Straßen und Plätze mit besonderer historischer oder verkehrstechnischer Bedeutung vorgestellt. Eine vollständige Liste aller Meininger Straßen mit einer kurzen Erklärung der Namensherkunft gibt es in der → Liste der Straßen und Plätze in Meiningen.
Die Straßenlängen wurden mit Google Earth gemessen, bei Ausfallstraßen ohne Berücksichtigung des Ortsausgangsschildes, aber noch innerhalb der Stadtgrenze bis zur letzten Bebauung oder Hausnummer.

## Historische Straßen und Plätze

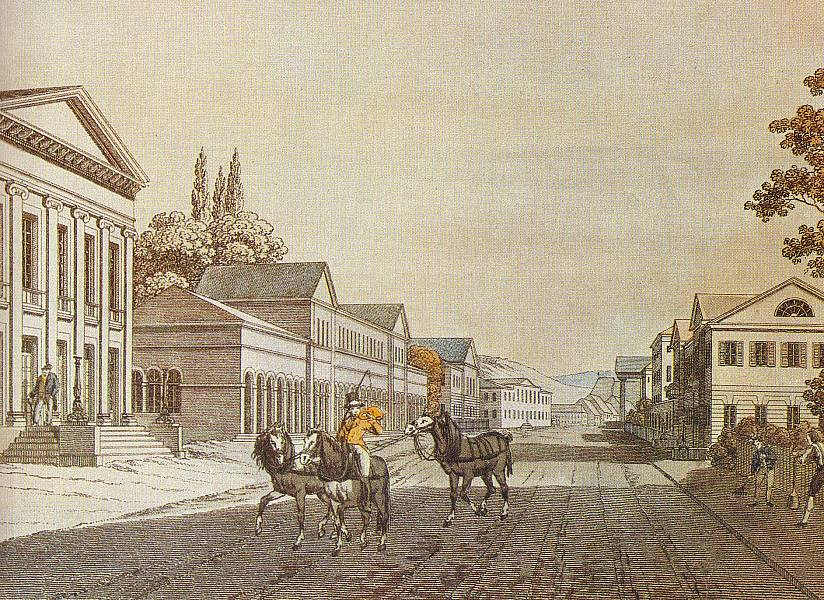
Bernhardstraße 1835

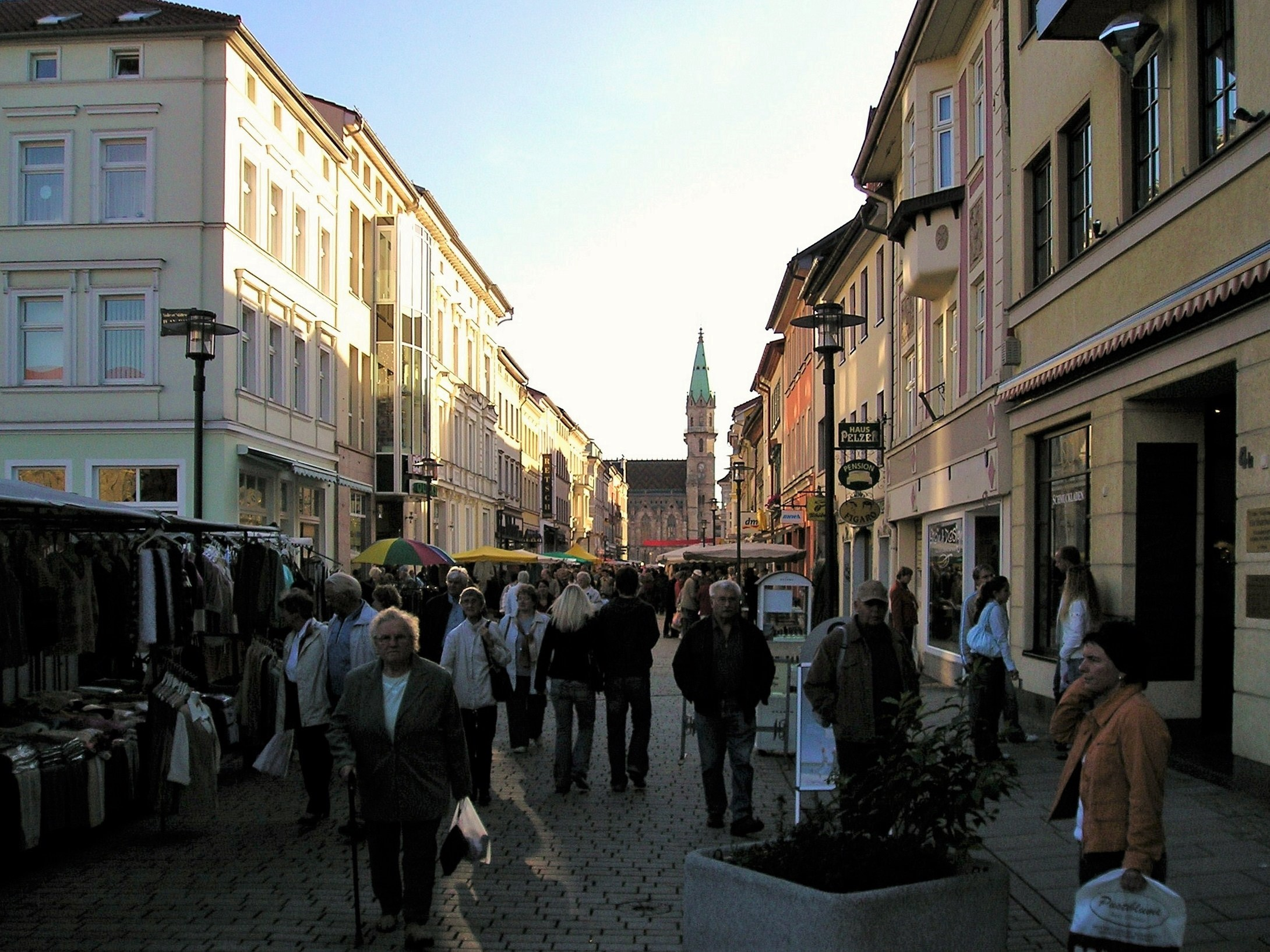
Georgstraße

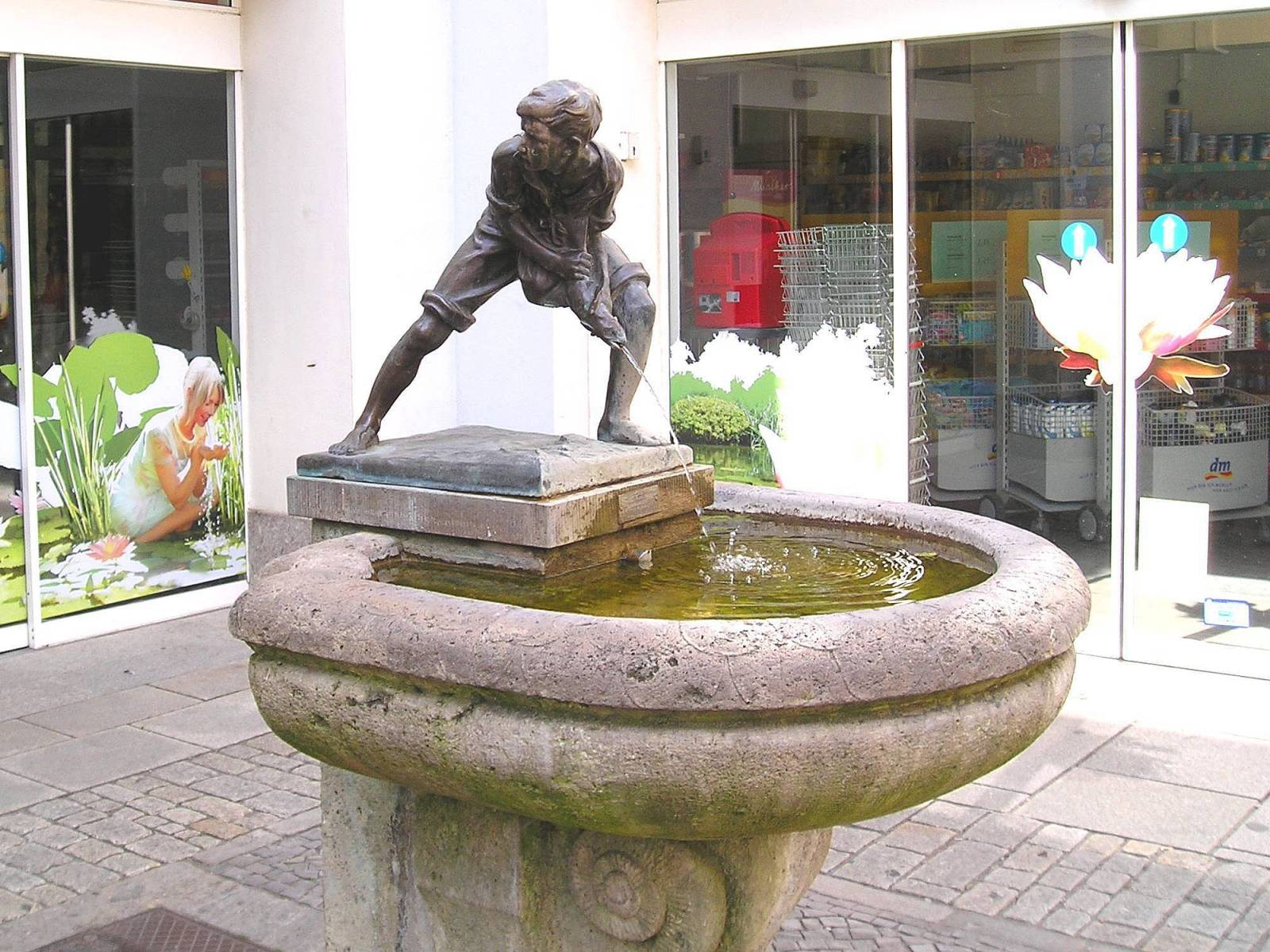
Georgstraße: Fischdieb-Brunnen

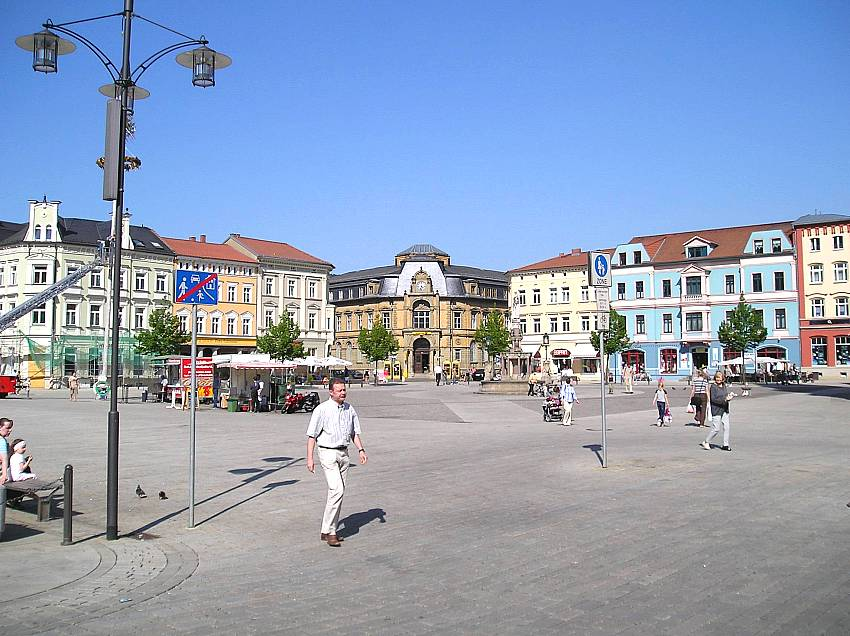
Markt

- Bernhardstraße: Die Bernhardstraße wurde von 1821 bis 1847 vor dem Unteren Tor im Rahmen der ersten Stadterweiterung Richtung Norden angelegt. Benannt ist sie nach Bernhard I., dem ersten Herzog von Sachsen-Meiningen. Der breit angelegte Boulevard ist 330 m lang und mündet in die → Leipziger Straße. Sie ist mit zahlreichen klassizistischen Gebäuden bebaut und gilt als die repräsentativste Straße der Stadt. Hier befinden sich seit 1823 das Kleine Palais und das Große Palais (Wittumspalais, später Erbprinzenpalais) und das 1831 erbaute Meininger Theater, 1909 ersetzt durch einen neuen neoklassizistischen Theaterbau von Karl Behlert. Das Große Palais fungiert seit 2009 als Gesundheitszentrum. Weitere nennenswerte Gebäude sind die stattliche Villa vom Bankier Gustav Strupp und das ehemalige jüdische Kaufhaus (1833), heute Heimstatt der „galerie ada“ und der „Kammerspiele“. Von 1945 bis 1990 trug die Straße den Namen August-Bebel-Straße. 1995 wurde sie von Grund auf mit Radweg, neuen Bürgersteigen und Straßenlaternen im Stile des 19. Jahrhunderts erneuert. Von der Bernhardstraße kann der Fußgänger direkt sowohl in den Schlosspark als auch in den Englischen Garten gelangen.
- Georgstraße: Die Georgstraße befindet sich in der Altstadt und ist eine der ältesten und bekanntesten Straßen der Stadt. Bereits 1243 wurde sie als Untere Marktgasse urkundlich erwähnt. Später auch Untere Marktstraße genannt, trägt die Straße seit 1874 den Namen des aufgeklärten und liberalen Herzogs Georg I. von Sachsen-Meiningen. Sie führte seit dem Mittelalter vom Markt zum Unteren Tor und mündet heute in die → Bernhardstraße. 1798 erhielt die Straße einen Abwasserkanal. 1874 vernichtete der große Stadtbrand die Hälfte der Straßenbebauung. Der Wiederaufbau der Gebäude erfolgte im strengen Raster und Bauvorschriften als Massivhäuser im eklektizistischen Stil. 1884 installierte die Stadt eine Tiefenkanalisation. 1974 erfolgte die Umwandlung zur Fußgängerzone im Zuge einer umfassenden Sanierung vieler Hausfassaden. 1998 wurde ein grundhafter Ausbau mit Neugestaltung der Pflasterung und Beleuchtung durchgeführt. Nennenswerte Gebäude an der 330 m langen Straße sind das Hotel Sächsischer Hof, das Henneberger Haus, das Gymnasium Bernhardinum, das Büchnersches Hinterhaus und das ehemalige „Hotel Erbprinz“. Heute ist die Georgstraße ein beliebter Fußgängerboulevard und die Hauptgeschäftsstraße von Meiningen mit rund 50 Geschäften und Cafés.
- Markt: Der rechteckige, rund 85 × 105 Meter große Marktplatz liegt zentral in der Altstadt und entstand bereits im 10. Jahrhundert. Der Markt ist Mittelpunkt der Stadt und der Ort von Wochenmärkten, Sondermärkten, Konzerten und weiteren Veranstaltungen. Die Südseite des Platzes wird von der Stadtkirche dominiert. Die Mitte des Marktes nimmt seit 1873 der Heinrichsbrunnen ein, dessen Brunnenstock von der Statue des Kaisers Heinrich II. gekrönt wird. Der Stadtbrand von 1874 vernichtete drei der vier Seiten des Platzes komplett, darunter befanden sich auch das Rathaus und das „Landschaftsgebäude“ an der Westseite. Der Wiederaufbau erfolgte überwiegend im eklektizistischen Stil, das Rathaus als dominierendes Gebäude im neugotischen Stil. Ein stattlicher Gegenpol zur Kirche und Rathaus ist das 1879 an der nordöstlichen Ecke des Marktes errichtete Kaiserliche Postamt im Stil der französischen Neorenaissance. Das Rathaus wurde am 23. Februar 1945 gemeinsam mit der benachbarten Stadtsparkasse bei einem Luftangriff auf Meiningen zerstört. Ein Wiederaufbau der Westseite mit einem Wohn- und Geschäftshaus fand erst in den Jahren 2016/17 statt. 1969 führte die Stadt eine umfangreiche Neugestaltung des Platzes im Stil der sozialistischen Architektur durch. 1998 wiederum wurde der Platz grundhaft ausgebaut und historisierend nach altem Vorbild neu gestaltet. Von 1952 bis 1990 trug der Markt den Namen „Platz der Republik“. → Hauptartikel: Marktplatz (Meiningen)
- Platz an der Kapelle: Der kleine, 20 × 30 Meter große Platz liegt im Süden der Altstadt an der Anton-Ulrich-Straße. Den Namen erhielt er durch den Standort einer Sühnekapelle, die von 1384 bis 1556 an Stelle der an diesem Ort während einer Judenverfolgung von 1349 zerstörten Synagoge stand. An diese „Maria-Magdalena-Kapelle“ erinnert heute das Kapellenmodell auf dem Brunnenstock des Kapellenbrunnens. Von 1647 bis 1855 trug der Platz den Namen Auf der Kapelle und anschließend bis 1896 Kapellenplatz. Der Platz wurde in den 1980er Jahren an der Nordseite mit einem stattlichen Wohn- und Geschäftshaus neu bebaut. Mit seinem Brunnen, kleinen Schatten spendenden Bäumen und Sitzbänken lädt der in den 1990er Jahren restaurierte Platz zum Verweilen und Entspannen ein.

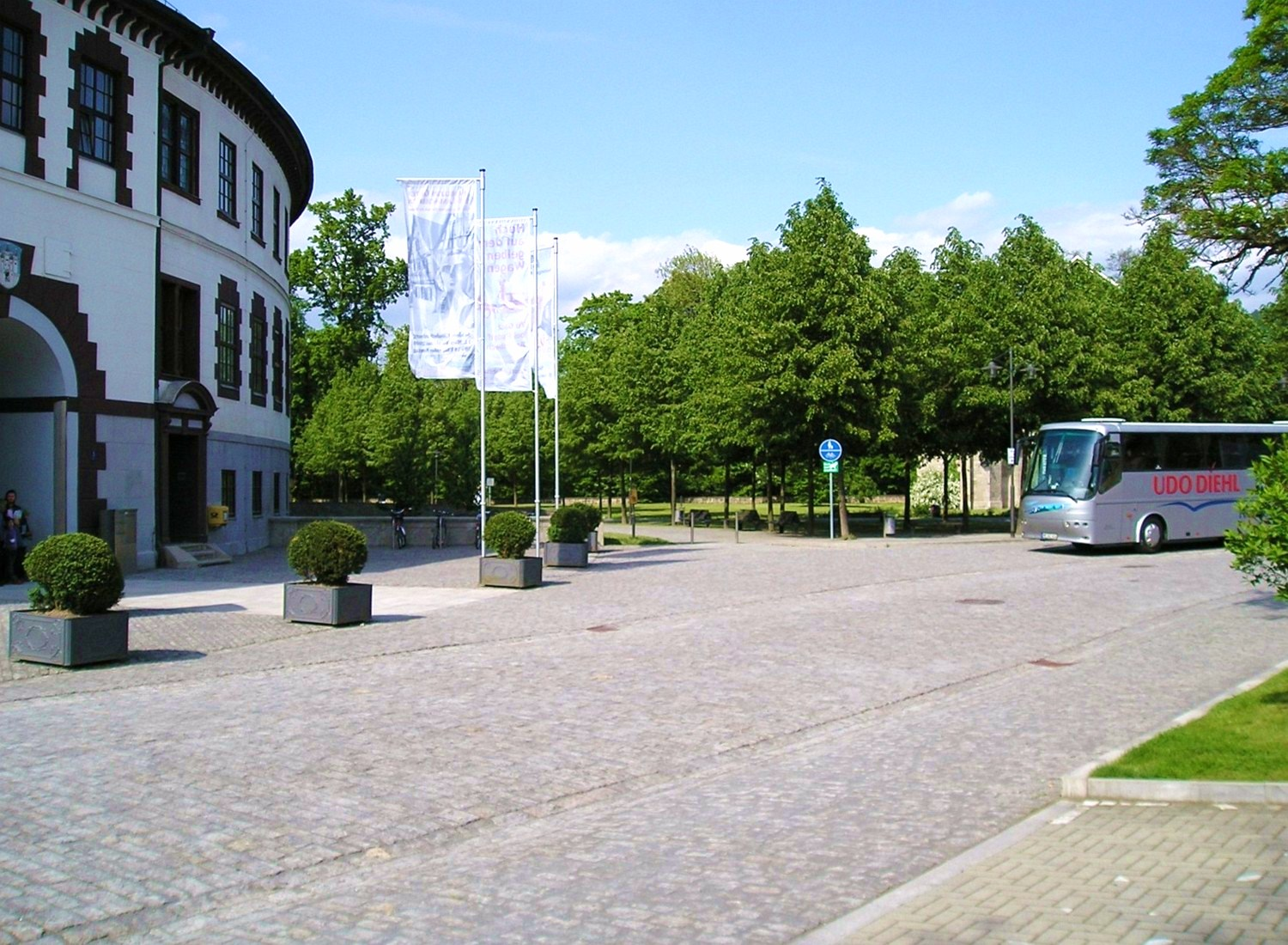
Schlossplatz mit Grünanlage

- Schlossplatz: Der größte Platz der Stadt ist der Schlossplatz. Er liegt vor dem Rundbau des Schlosses Elisabethenburg und erstreckt sich zwischen dem Marstall am Schlosspark und der Ernestinerstraße. Dieser Platz wurde gleichzeitig mit dem Bau des Schlosses (1682–1892) angelegt. Östlich, direkt neben dem Schlossplatz befand sich der „Paradeplatz“, den die Soldaten des Meininger Kontingents und die Feuerwehr nutzten und heute als Parkplatz fungiert. Von 1949 bis 1990 hieß dieser Teil Puschkinplatz. Im Laufe der Jahrhunderte erfuhr der Platz stetige bauliche Veränderungen. 2003 bekam er ein neues historisierendes Straßenpflaster und eine neu gestaltete kleine Parkanlage. Ein Teil des Schlossplatzes wird als Parkplatz für Reisebusse und während des Stadtfestes als Markt genutzt.
- Töpfemarkt: Der 30 × 50 Meter große Töpfemarkt ist der zentrale Platz für das gleichnamige Altstadtviertel zwischen Markt und Oberen Tor, das als das älteste Viertel in Meiningen gilt. 1475 und 1647 wurde der Platz Vor der Gans oder Fleischbank genannt. Anfang des 19. Jahrhunderts hieß er Vor der Schau und ab 1843 Am Töpfermarkt, Töpfenmarkt und Töpfermarkt. An der Südseite befand sich seit dem Mittelalter eine Fleischbank und eine Schau für Tuchwaren. Die Schau war eine bedeutende Prüfstelle für die in Meiningen hergestellten Barchent- und Leinenstoffe, ehe diese exportiert wurden. Ab 1843 bis Anfang des 20. Jahrhunderts boten hier Töpfer ihre Waren an. Der Töpfemarkt ist die Keimzelle des heutigen Stadt- und Hütesfestes, das 1955 auf diesem Platz zum ersten Mal durchgeführt wurde und lange Zeit auch den Namen Töpfemarktfest trug. Die Bausubstanz des Platzes ist stark geschädigt und wird schrittweise erneuert.

## Ausfall- und Hauptstraßen

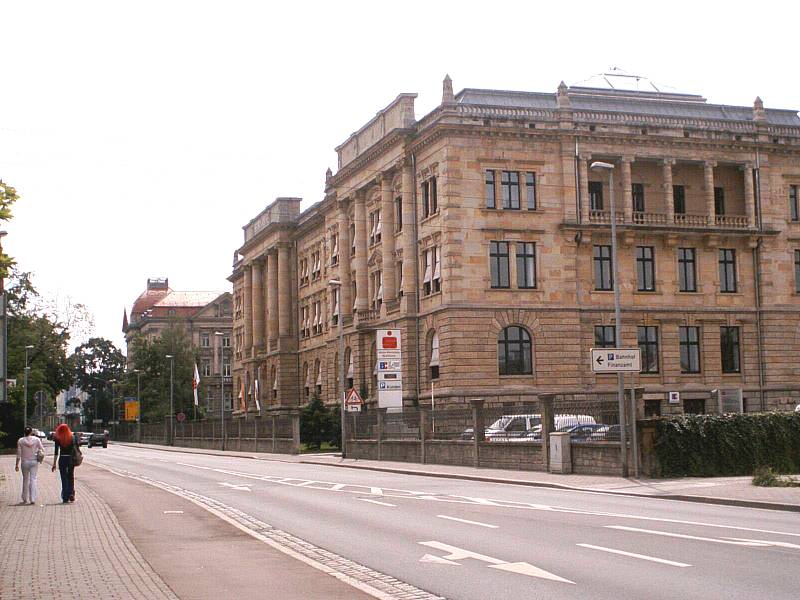
Bankenviertel in der Leipziger Straße

- Berliner Straße: Die Berliner Straße ist die Haupterschließungsstraße für die Wohnviertel „Südost“ und „Kleintirol“ und hat eine Länge von insgesamt 1.600 m. Sie wurde Mitte des 19. Jahrhunderts im Zuge der Errichtung des neuen anliegenden Friedhofes angelegt und erhielt nach dem Stadtbrand von 1874 ihren heutigen Namen. Berlin unterstützte mit 105.000 Mark großzügig Meiningen beim Wiederaufbau der abgebrannten Stadtteile. 1877 etablierte sich hier das Realgymnasium Meiningen. In den folgenden Jahrzehnten entstanden in der Berliner Straße zahlreiche ein- und mehrgeschossige Stadtvillen mit ausgedehnten Gärten, die bis heute das Straßenbild prägen. Im Zweiten Weltkrieg wurde der mittlere Abschnitt bei einem Bombenangriff stark zerstört.

- Dolmarstraße: Die 1.800 m lange Dolmarstraße führt als Bundesstraße 19 von der → Leipziger Straße zum und durch den Stadtteil Helba und weiter zur Anschlussstelle Meiningen-Nord an der Bundesautobahn 71. Sie ist der Hauptzubringer von Meiningens Norden und den Orten im mittleren Werratal zur Autobahn. Benannt ist die Straße nach dem Berg und einstigen Vulkan Dolmar, den man nach rund acht Kilometer über Kühndorf erreichen kann.
- Dreißigackerer Straße: Die Dreißigackerer Straße ist mit ihren 1.300 m eine wichtige Ausfall- und Verbindungsstraße der Stadt und führt von der → Henneberger Straße zum Stadtteil Dreißigacker. Die als Landesstraße L 2621 klassifizierte Straße endet am Beginn der nach 1990 neuerbauten → Berkeser Straße, wo die Landesstraße gleichzeitig in die Meininger Straße des Ortsteils Dreißigacker abzweigt. Durch das Gewerbegebiet Dreißigacker und das Gesundheitszentrum mit dem Klinikum Meiningen nahe diesem Stadtteil ist die Dreißigackerer Straße eine bedeutende und vielbefahrene Verbindungsstraße. Sie hat eine durchgehende Steigung von rund 8 %. Seit dem Mittelalter als Chaussee existierend, entstand hier ab 1874 infolge des großen Stadtbrands die erste Wohnbebauung für obdachlos gewordene Bürger.
- Henneberger Straße: Die Henneberger Straße beginnt an der Werra südlich der Altstadt und endet nach 2.350 m am Stillhofer Kreisel, einem Kreisverkehr im Stadtteil Stillhof im Süden der Stadt. Vom Kreisel aus gelangt der Autofahrer weiter zur Bundesstraße 89 Richtung Hildburghausen und zur Anschlussstelle Meiningen-Süd der A 71, nach Mellrichstadt über Sülzfeld und dem namensgebenden Ort Henneberg sowie über einen weiteren Kreisel zum „Stadion Maßfelder Weg“ und den Einkaufszentren im Süden der Stadt. Die Henneberger Straße war Teil einer alten Handelsstraße nach Würzburg, die 1934 zur Reichsstraße 19 und 1990 zur B 19 wurde und heute als Landesstraße L 1124 klassifiziert ist. Seit 1978 beginnt die Straße, über zwei neue Brücken über die Werra und den Mühlgraben führend an der Kreuzung Neu-Ulmer-Straße/Anton-Ulrich-Straße am Oberen Tor, vor der Umlegung eines rund 300 m langen Teilstücks begann sie an der südlicher gelegenen Kreuzung Steinweg/Werrastraße.

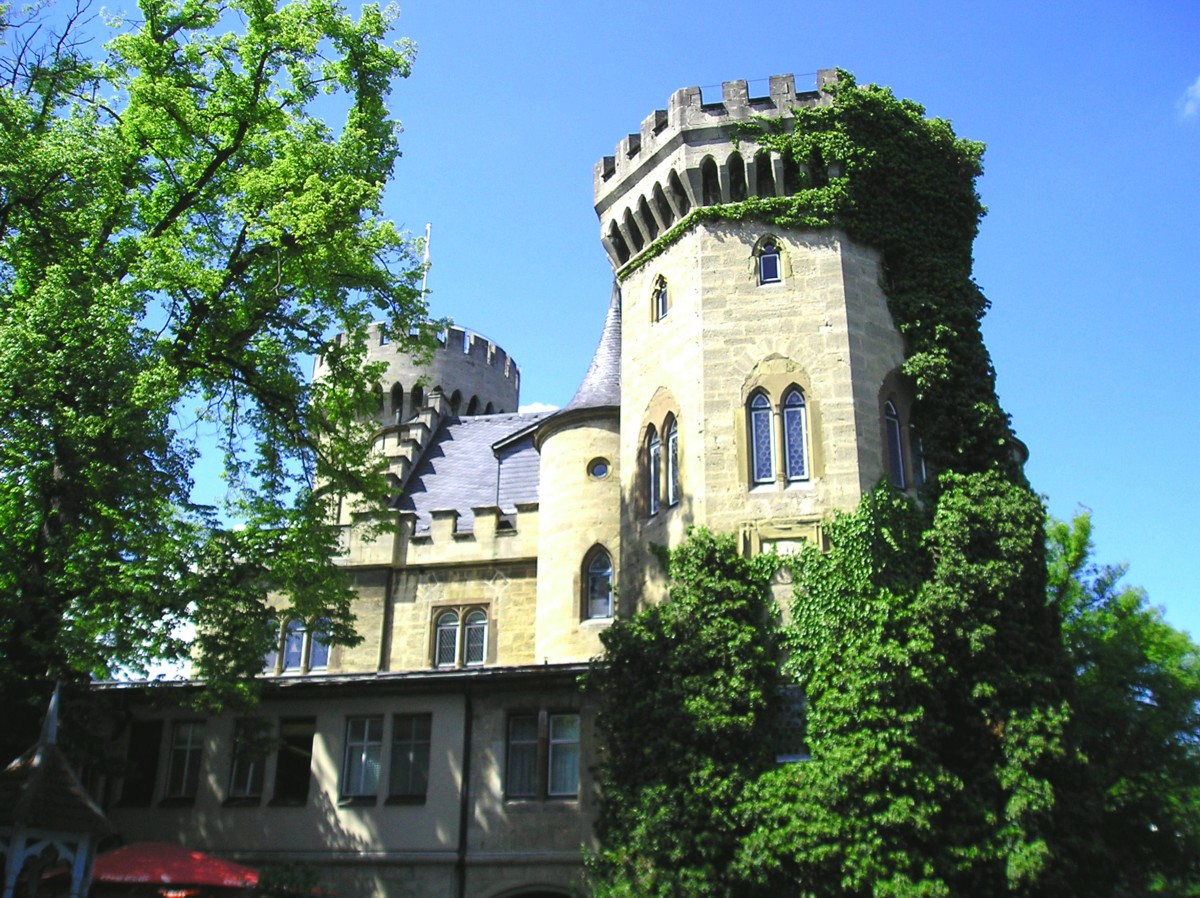
Schloss Landsberg

- Landsberger Straße: Die Landsberger Straße ist eine alte Chaussee, die nach Walldorf und weiter in die Rhön führt. Auf ihr verläuft die Landesstraße L 1124 nach Kaltensundheim. Sie beginnt im Zentrum nahe dem Theater, führt mit der Volkshausbrücke über die Werra und endet als Landsberger Straße am Fuße des Namensgebers, dem 380 m hohen Landsberg mit dem gleichnamigen Schloss Landsberg, das auch mit der 150 die letzte Hausnummer trägt. Mit 3.050 m ist sie nach der → Leipziger Straße die zweitlängste Straße in Meiningen überhaupt. Im Zweiten Weltkrieg wurde die Brücke über die Werra zerstört und 1949 mit einem Bauwerk in Spannbetonbauweise ersetzt. 2009 ersetzte man diese wiederum durch eine neue Brücke. An der Landsberger Straße liegen das klassizistische Volkshaus mit einem neoklassizistischen Saalanbau von Karl Behlert und der Volkshausplatz, der für Volksfeste genutzt wird. Mit einer weiteren Brücke überquert die Straße mit der Flutmulde ein Teilstück der Meininger Hochwasserschutzanlagen. Bebaut ist die Straße vorwiegend mit Ein- und Zweifamilienhäusern. Nach dem Ortsschild bis zum Landsberg wird sie von zahlreichen Kleingartenanlagen flankiert. Bei der Fahrt stadteinwärts hat man einem weiten Blick über die nördlichen Stadtteile bis zum Stadtteil Ost.
- Leipziger Straße: Die verkehrstechnisch bedeutendste und gleichzeitig längste Straße der Stadt ist bei einer Länge von 3.100 m bis zum Ortsausgangsschild die Leipziger Straße. Sie beginnt im Zentrum als Fortsetzung der → Bernhardstraße und führt bis zum nördlichen Stadtausgang. Der 1.300 m lange Abschnitt bis zur → Dolmarstraße ist als Landesstraße L 1140 eingestuft, danach wird sie zur Bundesstraße 19. Benannt wurde sie 1874 nach der Stadt Leipzig, das Meiningen nach dem großen Stadtbrand mit Spenden beim Wiederaufbau unterstützte. Die Leipziger Straße ist ein Teil der mittelalterlichen Handelsstraße und späteren Chaussee nach Eisenach. Ab 1800 befanden sich an ihr einige kleine Handwerksbetriebe, darunter eine Tabakfabrik. Ab Mitte des 19. Jahrhunderts wurde die Straße von Süd nach Nord zunehmend bebaut. An ihr entstanden das Bankenviertel, mehrere Kasernen, ein Hospital und zahlreiche Wohnbauten. Heute konzentriert sich an dieser Straße das wirtschaftliche Leben von Meiningen mit Banken, Behörden, Handwerksbetrieben und Einkaufszentren. Die Leipziger Straße ist die einzige Zubringerstraße für die nördlichen Stadtteile Jerusalem, Welkershausen und Helba.

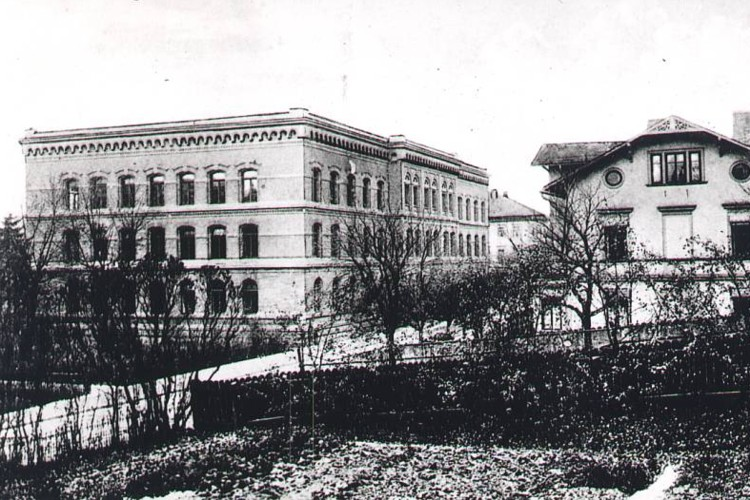
Das 1945 zerbombte Landgericht in der heutigen Neu-Ulmer-Straße

- Neu-Ulmer-Straße: Die 900 m lange Neu-Ulmer-Straße führt in einem Halbbogen östlich um die Altstadt herum. Sie ist seit 1974 die Umgehungsstraße für die Altstadt und hat ein sehr hohes Verkehrsaufkommen. Benannt ist die Straße nach der bayerischen Partnerstadt Neu-Ulm. Dieser Straßenzug wurde Anfang des 19. Jahrhunderts als Halbestadtstraße auf dem ehemaligen äußersten Stadtgraben der einstigen Stadtbefestigung angelegt. Von 1890 bis 1945 hieß sie Bismarckstraße und von 1945 bis 1990 Ernst-Thälmann-Straße. Beim Luftangriff am 23. Februar 1945 erlitt sie schwere Zerstörungen, anliegende bedeutende Einrichtungen wie das Landgericht und die Handwerkskammer wurden dabei vernichtet. Die Handwerkskammer wurde wieder aufgebaut und an Stelle des Gerichtsgebäudes steht heute das größte Parkhaus der Stadt. In dieser Straße befinden sich weiterhin die ehemaligen Wohnhäuser von Ludwig Bechstein und Max Reger, das einstige Logenhaus der Loge Charlotte zu den drei Nelken und seit 2000 die Neuapostolische Kirche. Heute ist die Neu-Ulmer-Straße, auf der bis 2006 die B 19 verlief, wegen mangelnder Fahrspuren eine Engstelle im Stadtverkehr, die dem steigenden Verkehrsaufkommen nicht mehr gewachsen ist. Stopp-and-Go-Verkehr und Staus in Spitzenzeiten sind die Regel.
- Rohrer Straße: Die bis zum Ende des Industriegebiets „IG Rohrer Berg“ 2,7 Kilometer lange Rohrer Straße, eingestuft als Landesstraße L 1140, ist für die meisten Meininger nach weiteren 2 km der wichtigste Zubringer zur Anschlussstelle Meiningen-Nord der A71. Die in die Autobahn mündenden B 19 unterlaufend führt die Straße weiter bis zur namensgebenden Gemeinde Rohr. Sie beginnt an der Kreuzung Adelheidstraße/Gartenstraße als Fortsetzung der Marienstraße und führt durch den Stadtteil Ost. Dabei überwindet sie einen Höhenunterschied von 140 m bis zur Hochebene mit dem Industriegebiet, einem ehemaligen Flugplatz, das mit einem Kreisverkehr angeschlossen ist. Die Straße steigt durchgehend an und erreicht dabei stellenweise eine Steigung von 15 %. Bei Straßenrad-Etappenrennen wurde deshalb hier schon oft um Bergprämienpunkte gekämpft. Bebaut ist die Straße überwiegend mit Mehrfamilienhäusern, im mittleren Teil liegen das Eigenheimgebiet „Wandervogel“ und das Freizeitzentrum „Rohrer Stirn“ mit Caravanplatz an. Bei der Stadteinfahrt von der Hochebene abwärts hat der Autofahrer einen weiten Blick über die Stadt bis nach Dreißigacker und dem Klinikum auf der anderen Seite des Tales (→ Meiningen, Abschnitt Geologie). Die Straße entstand im Mittelalter und verband als Teilstück einer Handelsstraße die Königspfalz Rohr mit dem Königsgut Meiningen. Sie wurde seitdem an einigen Abschnitten umverlegt, zuletzt 1874 das unterste Teilstück durch den Bau der Bahnstrecke Schweinfurt–Meiningen.